# Sidenörtssläktet
Sidenörtssläktet (Asclepias) är ett släkte i familjen oleanderväxter. Sidenörterna är fleråriga örter och det finns fler än 140 kända arter. Tidigare ingick detta släkte i tulkörtsfamiljen (Asclepiadaceae), men hela den familjen har omklassificerats till oleanderväxterna där de utgör en underfamilj, Asclepiadoideae.
Sidenörtssläktets arter är rika på nektar vilket drar till sig bin och andra nektarsamlande insekter. Mjölksaften innehåller alkaloider, kautschuk (1-2%) och andra kemiska föreningar. Vissa arter är giftiga. Fröna växer i baljor som innehåller sidenmjuka trådar som är fästa vid fröna. När baljan öppnas förs fröna iväg med vinden, burna av trådarna.
Carl von Linné namngav släktet efter Asklepios, läkekonstens gud i grekisk mytologi, eftersom sidenörter användes på många sätt inom folkmedicinen.

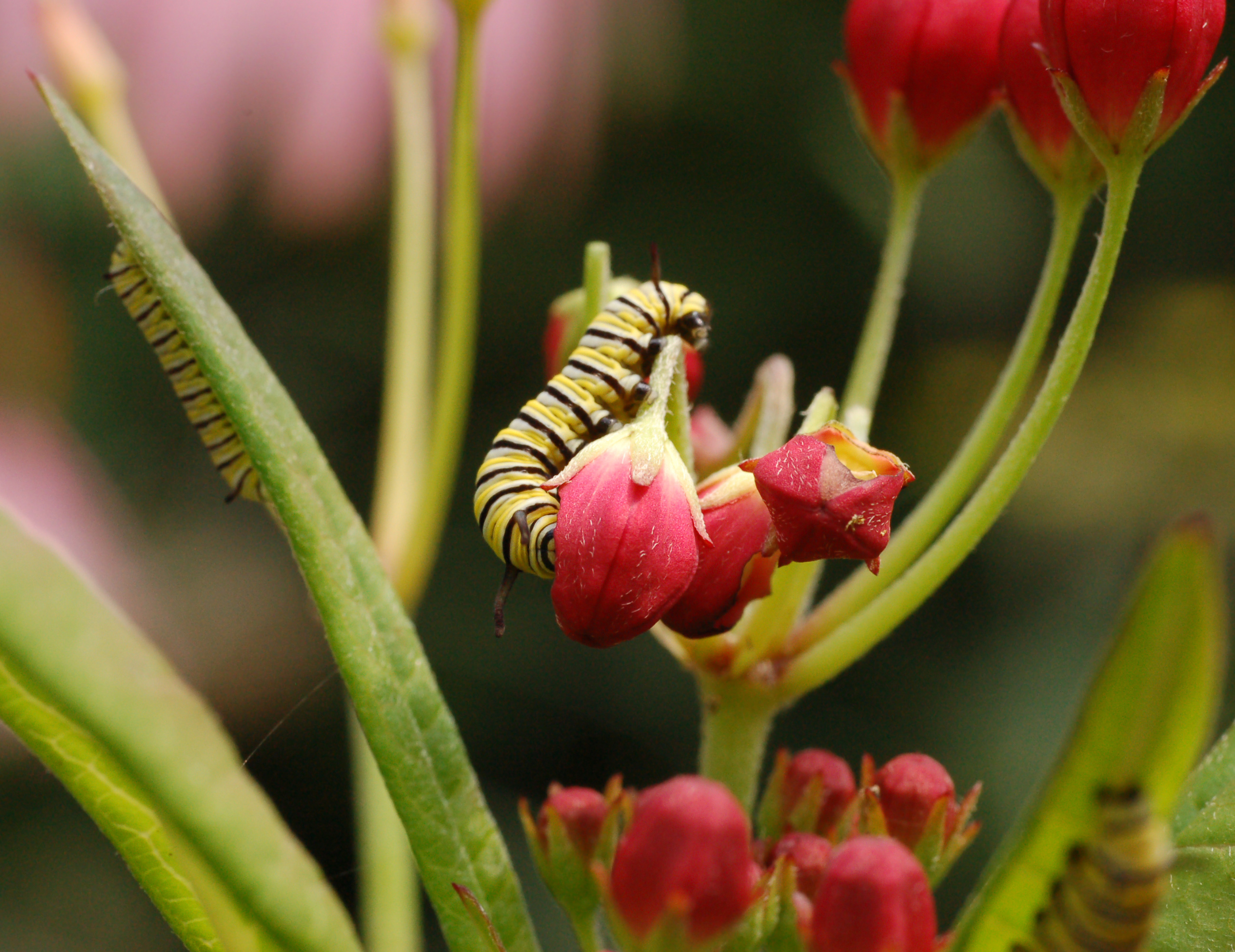
Monarkfjärilens larv äter på Asclepias curassavica

Monarkfjärilen och några av dess släktingar lever på växter av släktet som larver. Vanligtvis äter de unga larverna yngre och sprödare växtdelar medan äldre larver äter äldre växtdelar som innehåller ämnen som får dem att smaka illa, vilket skyddar dem från rovdjur såpass väl att en annan fjärilsart, Limenitis archippus har utvecklats till att likna monarken.
Några arter odlas som prydnadsväxter.

## Dottertaxa till Sidenörtssläktet, i alfabetisk ordning[1]
- Asclepias adscendens
- Asclepias aequicornu
- Asclepias ageratoides
- Asclepias albens
- Asclepias albicans
- Asclepias alpestris
- Asclepias amabilis
- Asclepias amplexicaulis
- Asclepias angustifolia
- Asclepias apocynifolia
- Asclepias arenaria
- Asclepias asperula
- Asclepias atroviolacea
- Asclepias aurea
- Asclepias barjoniifolia
- Asclepias bartlettiana
- Asclepias bicuspis
- Asclepias bifida
- Asclepias boliviensis
- Asclepias brachystephana
- Asclepias bracteolata
- Asclepias breviantherae
- Asclepias brevicuspis
- Asclepias brevipes
- Asclepias bridgesii
- Asclepias buchwaldii
- Asclepias californica
- Asclepias candida
- Asclepias chapalensis
- Asclepias cinerea
- Asclepias circinalis
- Asclepias compressidens
- Asclepias concinna
- Asclepias connivens
- Asclepias constricta
- Asclepias conzattii
- Asclepias cooperi
- Asclepias cordifolia
- Asclepias coulteri
- Asclepias crassicoronata
- Asclepias crispa
- Asclepias crocea
- Asclepias cryptoceras
- Asclepias cucullata
- Asclepias cultriformis
- Asclepias curassavica
- Asclepias curtissii
- Asclepias cutleri
- Asclepias densiflora
- Asclepias dependens
- Asclepias disparilis
- Asclepias dissona
- Asclepias dregeana
- Asclepias edentata
- Asclepias elegantula
- Asclepias emoryi
- Asclepias engelmanniana
- Asclepias eriocarpa
- Asclepias erosa
- Asclepias euphorbiifolia
- Asclepias exaltata
- Asclepias exilis
- Asclepias expansa
- Asclepias fallax
- Asclepias fascicularis
- Asclepias feayi
- Asclepias fiebrigii
- Asclepias fimbriata
- Asclepias flava
- Asclepias flexuosa
- Asclepias foliosa
- Asclepias fournieri
- Asclepias galeottii
- Asclepias gentryi
- Asclepias gibba
- Asclepias glaucescens
- Asclepias glaucophylla
- Asclepias gordon-grayae
- Asclepias graminifolia
- Asclepias grandirandii
- Asclepias hallii
- Asclepias hastata
- Asclepias hirtella
- Asclepias humilis
- Asclepias humistrata
- Asclepias hypoleuca
- Asclepias inaequalis
- Asclepias incarnata
- Asclepias involucrata
- Asclepias jaliscana
- Asclepias jorgeana
- Asclepias kamerunensis
- Asclepias labriformis
- Asclepias lanceolata
- Asclepias langsdorffii
- Asclepias lanuginosa
- Asclepias latifolia
- Asclepias lemmonii
- Asclepias leptopus
- Asclepias linaria
- Asclepias linearis
- Asclepias longifolia
- Asclepias longipedunculata
- Asclepias longirostra
- Asclepias lynchiana
- Asclepias macropus
- Asclepias macrotis
- Asclepias macroura
- Asclepias macvaughii
- Asclepias masonii
- Asclepias meadii
- Asclepias melantha
- Asclepias meliodora
- Asclepias mellodora
- Asclepias meyeriana
- Asclepias michauxii
- Asclepias minor
- Asclepias minutiflora
- Asclepias mirifica
- Asclepias monticola
- Asclepias mtorwiensis
- Asclepias multicaulis
- Asclepias multiflora
- Asclepias nana
- Asclepias navicularis
- Asclepias neglecta
- Asclepias nivea
- Asclepias notha
- Asclepias nummularia
- Asclepias nummularioides
- Asclepias nyctaginifolia
- Asclepias obovata
- Asclepias occidentalis
- Asclepias oenotheroides
- Asclepias oreophila
- Asclepias ovalifolia
- Asclepias ovata
- Asclepias palustris
- Asclepias patens
- Asclepias pedicellata
- Asclepias pellucida
- Asclepias peltigera
- Asclepias perennis
- Asclepias phenax
- Asclepias pilgeriana
- Asclepias praemorsa
- Asclepias pratensis
- Asclepias pringlei
- Asclepias prostrata
- Asclepias pseudoamabilis
- Asclepias pseudofimbriata
- Asclepias pseudorubricaulis
- Asclepias puberula
- Asclepias pumila
- Asclepias purpurascens
- Asclepias quadrifolia
- Asclepias quinquedentata
- Asclepias rafaelensis
- Asclepias rara
- Asclepias rosea
- Asclepias rubra
- Asclepias rubricaulis
- Asclepias rusbyi
- Asclepias scaposa
- Asclepias schaffneri
- Asclepias scheryi
- Asclepias schlechteri
- Asclepias schumanniana
- Asclepias selloana
- Asclepias shabaensis
- Asclepias similis
- Asclepias solanoana
- Asclepias solstitialis
- Asclepias speciosa
- Asclepias sperryi
- Asclepias standleyi
- Asclepias stathmostelmoides
- Asclepias stellifera
- Asclepias stenophylla
- Asclepias subaphylla
- Asclepias subulata
- Asclepias subverticillata
- Asclepias suffrutex
- Asclepias sullivantii
- Asclepias syriaca
- Asclepias tanganyikensis
- Asclepias texana
- Asclepias tomentosa
- Asclepias tuberosa
- Asclepias ulophylia
- Asclepias uncialis
- Asclepias variegata
- Asclepias welshii
- Asclepias velutina
- Asclepias verticillata
- Asclepias vestita
- Asclepias vicaria
- Asclepias vinosa
- Asclepias viridiflora
- Asclepias viridis
- Asclepias viridula
- Asclepias virletii
- Asclepias woodii
- Asclepias woodsoniana
- Asclepias xysmalobioides
- Asclepias zanthodacryon